# Division d'Honneur 1947-48
La Primera División de Bélgica 1947/48 fue la 45.ª temporada de la máxima competición futbolística en Bélgica.

## Tabla de posiciones
| Pos | Equipo                         | PJ | PG | PE | PP | GF | GC | Pts | DG  | Notas                    |
| --- | ------------------------------ | -- | -- | -- | -- | -- | -- | --- | --- | ------------------------ |
| 1   | KV Mechelen                    | 30 | 18 | 7  | 5  | 70 | 39 | 43  | +31 |                          |
| 2   | R.S.C. Anderlecht              | 30 | 17 | 4  | 9  | 72 | 50 | 38  | +22 |                          |
| 3   | R.F.C. de Liège                | 30 | 16 | 4  | 10 | 73 | 62 | 36  | +11 |                          |
| 4   | Royal Antwerp FC               | 30 | 15 | 5  | 10 | 61 | 37 | 35  | +24 |                          |
| 5   | K.A.A. Gent                    | 30 | 12 | 7  | 11 | 50 | 55 | 31  | -5  |                          |
| 6   | R.O.C. de Charleroi-Marchienne | 30 | 13 | 4  | 13 | 55 | 39 | 30  | +16 |                          |
| 7   | K Berchem Sport                | 30 | 11 | 7  | 12 | 53 | 59 | 29  | -6  |                          |
| 8   | K Boom FC                      | 30 | 13 | 3  | 14 | 47 | 53 | 29  | -6  |                          |
| 9   | Beerschot                      | 30 | 13 | 3  | 14 | 59 | 67 | 29  | -8  |                          |
| 10  | Royale Union Saint-Gilloise    | 30 | 13 | 3  | 14 | 65 | 76 | 29  | -11 |                          |
| 11  | KM Lyra                        | 30 | 11 | 5  | 14 | 54 | 48 | 27  | +6  |                          |
| 12  | Racing Club Bruxelles          | 30 | 9  | 8  | 13 | 41 | 60 | 26  | -19 |                          |
| 13  | Standard Liège                 | 30 | 10 | 6  | 14 | 66 | 59 | 26  | +7  |                          |
| 14  | R. Charleroi S.C.              | 30 | 11 | 4  | 15 | 60 | 73 | 26  | -13 |                          |
| 15  | Uccle Sport                    | 30 | 10 | 3  | 17 | 52 | 67 | 23  | -15 | Descenso a la Division I |
| 16  | Lierse S.K.                    | 30 | 10 | 3  | 17 | 47 | 81 | 23  | -34 | Descenso a la Division I |

PJ = Partidos jugados; PG = Partidos ganados; PE = Partidos empatados; PP = Partidos perdidos; GF = Goles a favor; GC = Goles en contra; Pts = Puntos; DG = Diferencia de goles